# 3OH!3
3OH!3 (prononcé « three-oh-three ») est un groupe de musique électronique américain composé de Nathaniel Motte et de Sean Foreman. Le groupe est originaire de la ville de Boulder dans l'état du Colorado.
Le duo connait la renommée lors de la parution de leur morceau Don't Trust Me, issu de leur deuxième album studio, Want, qui s'est classé à la septième place du classement américain Billboard Hot 100. Leur single suivant, qui est un remix de leur titre Starstrukk issu du même album, en collaboration avec l'artiste américaine Katy Perry, est devenu un tube qui s'est classé dans les tops 10 de plusieurs pays comme le Royaume-Uni, l'Irlande, la Finlande, la Pologne et l'Australie .
Ils acquièrent une notoriété encore plus importante grâce à leur collaboration avec la pop star Kesha, sur le single My First Kiss, extrait de leur troisième album studio, intitulé Streets of Gold. Ce titre est classé à la première place du Billboard Hot 100 et connaît un succès international.

## Biographie

### Création et3OH!3(2004–2007)
3OH!3 est composé de Sean Foreman, né le 27 août 1985  et de Nathaniel Motte, né le 13 janvier 1984  ; tous deux sont natifs de Boulder, ville située dans l'État du Colorado aux États-Unis. Sean Foreman et Nathaniel Motte décidèrent de former leur groupe en 2004 et de l'appeler ainsi car l'indicatif régional de Boulder, Colorado est le nombre 303.
Ils publient leur premier album éponyme, 3OH!3, en 2007, promu par le single à succès Electroshock. Les 3OH!3 signent plus tard chez Photo Finish Records, une division d'Atlantic Records, et commencent à travailler sur leur deuxième album.

### Want(2008–2009)
Le deuxième album de 3OH!3, Want, est publié le 8 juillet 2008. Il se classe à la 44e place du classement Billboard 200. Les paroles de leur chanson Don't Trust Me suscitent la controverse, certains ayant même accusé le duo de misogynie. La chanson se classe malgré tout à la septième place du Billboard Hot 100. Le groupe contribue à une chanson originale intitulée Sex on the Beach pour The Real World: Cancun. 3OH!3 écrit également un hymne pour les Rockies du Colorado, une ligue majeure de baseball américaine.
Ils commencent alors à se produire dans des salles de concerts locales du Colorado comme le Fox Theatre de Boulder et le Aggie Theater de Ft. Collins. Après avoir été présents à Denver, lors du Warped Tour 2008, 3OH!3 conclut un accord pour être présent à chaque concert du Warped Tour 2008. Le groupe joue à Panama City Beach, en Floride, pour le Spring Break de MTVU, en mars 2009, faisant la première partie du rappeur Sid Hyet. Après leur performance lors des vacances de printemps, ils décident de revenir à leur région d'origine et jouent au Mile High Music Festival, organisé au Dick's Sporting Goods Center, avec d'autres artistes tels que The Fray, Pepper et Matisyahu. Le groupe sera plus tard à l'affiche du Alternative Press Tour 2009, qui passera à travers les États-Unis. 3OH!3 joue au End Fest de Sacramento, en Californie, et fait partie du Kiss Concert '09, au Comcast Center de Mansfield. Ils se produisent au Summer Hello 2009 de Kiss, au Coca-Cola Field de Buffalo, dans l'État de New York, le 3 juin 2009. 3OH!3 rejoint le Warped Tour encore une fois en 2009. Durant cet été, ils apparaissent aux festivals de Reading/Leeds au Royaume-Uni. Ils sont également présent lors de la remise des prix des MTV Video Music Awards 2009 le 13 septembre.
Le duo apparait sur 14 pages de photos du Green Issue de Cliché Magazine en août 2009. Ils publient un remix de leur second single, Starstrukk, en featuring avec Katy Perry le 8 septembre 2009 en téléchargement numérique. Il s'agit d'un tube ayant atteint le top 10 au Royaume-Uni, en Australie, Irlande, Belgique, Finlande, et en Pologne. Une nouvelle chanson, Follow Me Down, est écrite pour la compilation du film Alice au pays des merveilles, avec la chanteuse Neon Hitch. Le duo soutient également des groupes comme All Time Low, Boys Like Girls, Third Eye Blind et LMFAO lors du Bamboozle Roadshow 2010.
Avant la sortie de Streets of Gold, 3OH!3 collabore avec Lil Jon sur la chanson Hey, issu de son album Crunk Rock, en 2010. Ils apparaissent également sur la chanson Blah Blah Blah de Kesha, qui se classe à la 7e place du classement des singles du Billboard. Le 5 février 2010, le groupe Cobra Starship et 3OH!3 sont annoncés pour une tournée commune appelée The Too Fast for Love Tour, ainsi qu'avec un autre groupe du même label, I Fight Dragons. La tournée de deux mois passe par plus de 25 villes, incluant une date dans leur état d'origine du Colorado.

### Percée internationale etStreets of Gold(2009–2011)

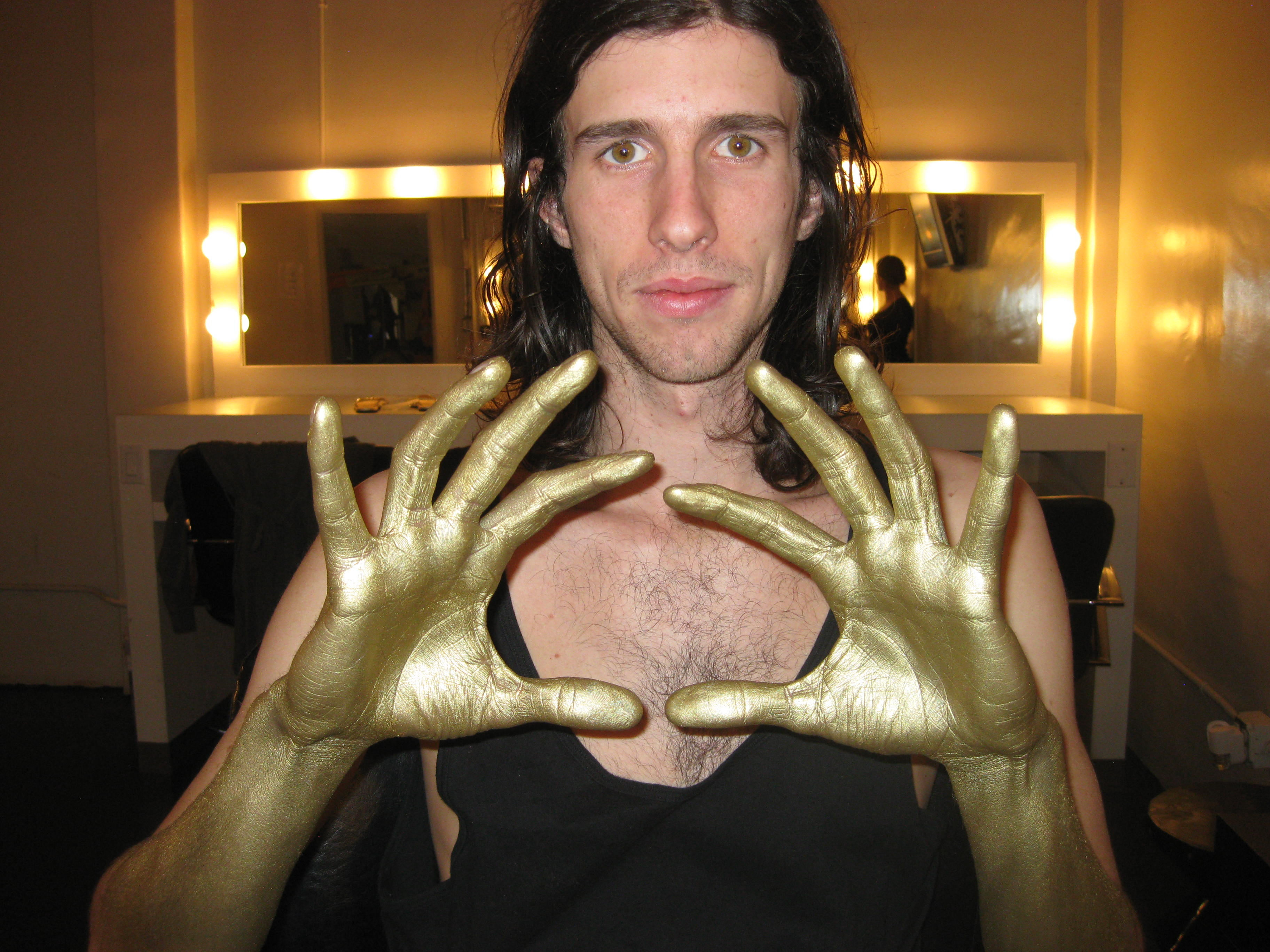
Nathaniel Motte faisant le logo de 3OH!3 avec les mains, geste qui entraine un litige avec le lutteur professionnel Diamond Dallas Page.

Streets of Gold est publié le 29 juin 2010. La chanteuse Kesha apparait en featuring sur le premier single, My First Kiss. Lors de cette période, le groupe étaient presque tout le temps en tournée. Plus tard, ils voudront commencer une nouvelle tournée avec Hellogoodbye et Down with Webster, après leur propre tournée internationale.
Le 31 août 2010, le lutteur professionnel à la retraite Diamond Dallas Page entama des poursuites contre 3OH!3 pour violation du copyright de sa marque de commerce et signe de la main « Diamond Cutter ». Il avait précédemment déposé une plainte similaire contre le rappeur Jay-Z en 2005, les poursuites ont été abandonnées après le versement d'une somme d'argent non divulguée,,.
Le 8 décembre 2010, 3OH!3 annonce la venue anticipée d'une nouvelle chanson, Hit it Again, publiée sur iTunes le 21 décembre 2010. La chanson I Know How to Say est utilisée pour la bande-annonce du film d'animation de Disney Milo sur Mars ainsi que dans des publicités pour le film Paul. Il est annoncé lors de la fin du mois de décembre 2010 que le duo apparaîtra dans la série de CW, Hellcats et interprétera dans cet épisode leur hit single My First Kiss avec Ashley Tisdale interprétant les parties de Ke$ha.   
Le 20 janvier 2011, leur clip pour la chanson Touchin' on My extrait de l'album, Streets of Gold est dévoilé.

### Omens(2011–2015)
Le 20 février 2011, Nathaniel Motte publie une déclaration selon laquelle ils travailleraient sur un quatrième album studio. Le 27 mai 2011, 3OH!3 dévoila le titre et un teaser de la pochette de leur prochain single, Robot. Le duo interprète pour la première fois Robot en live le 26 mai 2011, à Norwich, au Royaume-Uni. Le groupe publie son nouveau single Robot sur iTunes le 28 juin. Cliché Magazine donne un entretien avec le duo sur leurs plans futurs et parle du quatrième album studio et du clip de Robot, incluant des demandes de fans. Le 13 décembre 2011, 3OH!3 publie la première de trois chansons inédites, Bang Bang sur iTunes. Dirty Mind la suit une semaine plus tard le 20 décembre 2011. Enfin, Set You Free est publiée le 27 décembre 2011.
À la fin du mois de mai 2012, une nouvelle chanson se nommant Do or Die, qui cette fois-ci, est officiellement enregistré pour l'album, qui est dévoilé par Photo Finish sur leur chaîne YouTube. La mention «  'DO OR DIE' from the new album. New single coming soon.  » (en français «  'DO OR DIE' issu du nouvel album. Nouveau single [pour] bientôt  ») visible en dessous de la vidéo confirme que la piste sera disponible sur l'album. Le 25 juin 2012, Nathaniel annonce sur Twitter que leur prochain album s'appellera Omens et sortira durant l'automne 2012. Le 24 septembre 2012, Nathaniel déclara via Twitter que le nouvel album sortira le 4 décembre 2012. Le 8 novembre 2012, Nathaniel annonça également via Twitter que leur nouveau single, Youngblood, sort le 13 novembre 2012.

### Night Sports(depuis 2016)
Au début de 2016, le groupe publie un ensemble de chansons pour la promotion du nouvel album intitulé Night Sports. Le nouvel album est publié le 13 mai 2016 avec 11  nouvelles chansons. Ce dernier est disponible en version physique ainsi qu'en version dématérialisée.

## Télévision
En 2011, ils apparaissent dans l'épisode 13 de la première saison de la série de CW : Hellcats La chanson Do or Die est utilisée pour le trailer de la nouvelle saison de la série NCIS : Los Angeles. La chanson Youngblood est utilisée pour le trailer de la nouvelle série Underemployed. Ils apparaissent également dans le premier épisode de Vampire Diaries et également dans celui de Pretty Little Liars, et dans l'épisode 5 de la saison 1 de Arrow.
L'une de leurs chansons, Double Vision, est reprise en Simlish pour les Sims 3 et apparait dans la catégorie « électronique » du juke-box.

## Discographie
- 2007 : 3OH!3
- 2008 : Want
- 2010 : Streets of Gold
- 2013 : Omens
- 2016 : Night Sports

## Tournées
Principales
- Warped Tour (depuis 2008)
- Alternative Press Tour (avec d'autres groupes) (2009)
- Kiss the Summer Hello Tour (2009)
- The Too Fast for Love Tour (avec les Cobra Starship) (2010)
- The Streets of Gold Tour (2010-2011)
- Omens World Tour (2012)
- Noise Tour (avec les Journey) (2013)

Première partie
- Hello Katy Tour (2009)
- Get Sleazy Tour (2011)